# Madulain
Madulain (tot 1943 officieel in het Duits Madulein; Italiaans (verouderd): Madulene) is een gemeente in het Zwitserse bergdal Oberengadin en behoort tot het kanton Graubünden.
Het kleine dorp is gelegen op de linkeroever van de rivier de Inn. Ten noorden van Madulain opent zich het onbewoonde bergdal Val d'Escha waarin zich enkele watervallen bevinden. In het dorp wordt de Engadiner variant van het Retoromaans gesproken, het Putér. Madulain heeft een station aan de spoorlijn St. Moritz-Scuol. Boven Madulain ligt de ruïne van de burcht Guardaval, het het dorpscentrum beven zich enkele fraaie Engadiner boerderijen.